# Guerrillas of Destiny
The Tongans, anteriormente conhecidos como Guerrillas of Destiny, são uma dupla de luta livre profissional tongo-americana que trabalham atualmente para a WWE, composta pelos irmãos Tama Tonga e Tonga Loa. Eles atuam na marca SmackDown como parte do grupo The Bloodline. Os dois são os atuais campeões de duplas da WWE em seu primeiro reinado.
Os irmãos lutaram juntos pela primeira vez em 2008 como Sons of Tonga, uma referência ao pai, Tonga Fifita. Embora a equipe tenha tido vida curta originalmente, os dois se transformaram em Guerrillas of Destiny na New Japan Pro-Wrestling (NJPW) de 2016 a 2024, onde se tornaram uma das principais duplas da promoção, ganhando o IWGP Tag Team Championship um recorde de sete vezes, o World Tag League de 2020 e o NEVER Openweight 6-Man Tag Team Championship três vezes com vários companheiros do Bullet Club, do qual os dois foram membros até 2022. De 2022 a 2024, os Guerillas of Destiny se estenderam para um grupo, adicionando Jado como manager, um terceiro irmão, Hikuleo e El Phantasmo.
Enquanto trabalhavam para a NJPW, Tonga e Loa também apareceram na Ring of Honor (ROH), onde ganharam o Campeonato Mundial de Duplas da ROH, e no Impact Wrestling. Ambos deixaram NJPW separadamente no início de 2024 e se reuniram no Backlash France em maio como The Tongans (em referência às suas origens tonganesas), como parte do The Bloodline, ao qual Tonga se juntou antes da chegada de Loa. Jado, Hikuleo e El Phantasmo originalmente continuaram o grupo Guerillas of Destiny sem nenhum dos irmãos originais, levando The Tongans e Guerillas of Destiny a existirem simultaneamente por mais de um mês até que este último se separou no evento Dominion 6.9 no Osaka-jo Hall em 9 de junho de 2024, deixando The Tongans como a única continuação direta de Guerillas of Destiny.

## História

### Treinamento e início de carreira (2008–2009)
Alipate Leone e Tevita Fifita são filhos do lutador profissional Tonga Fifita, mais conhecido pelos nomes de ringue Haku, Meng e King Tonga. Os dois irmãos cresceram juntos na Flórida Central, mas não começaram imediatamente em torno da profissão do pai. Eles finalmente decidiram seguir suas próprias carreiras no wrestling profissional, quando Alipate estava estacionado na Base Aérea de Whiteman com a Força Aérea dos Estados Unidos e Tevita estava na Universidade do Texas em El Paso. Os irmãos começaram a treinar com seu pai e Ricky Santana em um ringue de propriedade dos Dudley Boyz (Bubba Ray Dudley e D-Von Dudley) em sua escola de treinamento Team 3D Academy of Professional Wrestling and Sports Entertainment em Kissimmee, Flórida. Eventualmente, os irmãos se inscreveram na Team 3D Academy, onde continuariam seu treinamento por um ano sob o comando dos Dudley Boyz.
Em 2008, Alipate e Tevita começaram a lutar sob os nomes Kava e Nuku, respectivamente, e com o nome de equipe "Sons of Tonga". Em 2009, os irmãos participaram de um campo de testes da WWE, que resultou na assinatura de um contrato com Tevita. Tevita finalmente chegou à televisão WWE sob o nome de "Camacho", enquanto Alipate viajou primeiro para Porto Rico e depois para o Japão, juntando-se à New Japan Pro-Wrestling (NJPW) em maio de 2010, onde se tornou membro fundador do grupo Bullet Club em 2013 como "Tama Tonga".

### WWE (2024−presente)
Tonga fez sua estreia na WWE no episódio de 12 de abril do SmackDown como parte do grupo The Bloodline substituindo Jimmy Uso. Tanga Loa (agora sob o nome de "Tonga Loa"), também fez seu retorno à WWE no evento Backlash France em 4 de maio, ajudando Tonga e Solo Sikoa a vencer a luta de duplas sem desqualificação contra Randy Orton e Kevin Owens. Loa atuou anteriormente de 2009 a 2014 na WWE como Camacho. Tonga e Loa, agora chamados de The Tongans, fizeram sua estreia nos ringues da WWE como dupla no episódio de 31 de maio do SmackDown, derrotando os Street Profits (Angelo Dawkins e Montez Ford). Após a adição de Jacob Fatu, Tama Tonga junto com Fatu e Sikoa saíram vitoriosos em uma luta de trios contra Cody Rhodes, Randy Orton e Kevin Owens no Money in the Bank.
No episódio de 26 de julho do SmackDown (gravado uma semana antes), os Tongans planejaram originalmente competir em uma luta turmoil de duplas para se tornarem os desafiantes número 1 ao Campeonato de Duplas da WWE, detidos por #DIY (Tommaso Ciampa e Johnny Gargano). No entanto, devido a uma lesão ocular de Loa em um episódio anterior, ele foi substituído por Jacob Fatu. No final, Tonga e Fatu saíram vitoriosos após derrotar The Street Profits. Uma semana depois, Fatu e Tonga derrotaram DIY para ganhar o Campeonato de Duplas da WWE. Isto marcou o primeiro reinado de título de Tonga na WWE. No episódio de 23 de agosto do SmackDown, Sikoa fez com que Fatu cedesse sua metade do título para Loa, tornando os tonganeses dez vezes campeões de duplas no geral e pela primeira vez campeões de duplas na WWE.

## Membros

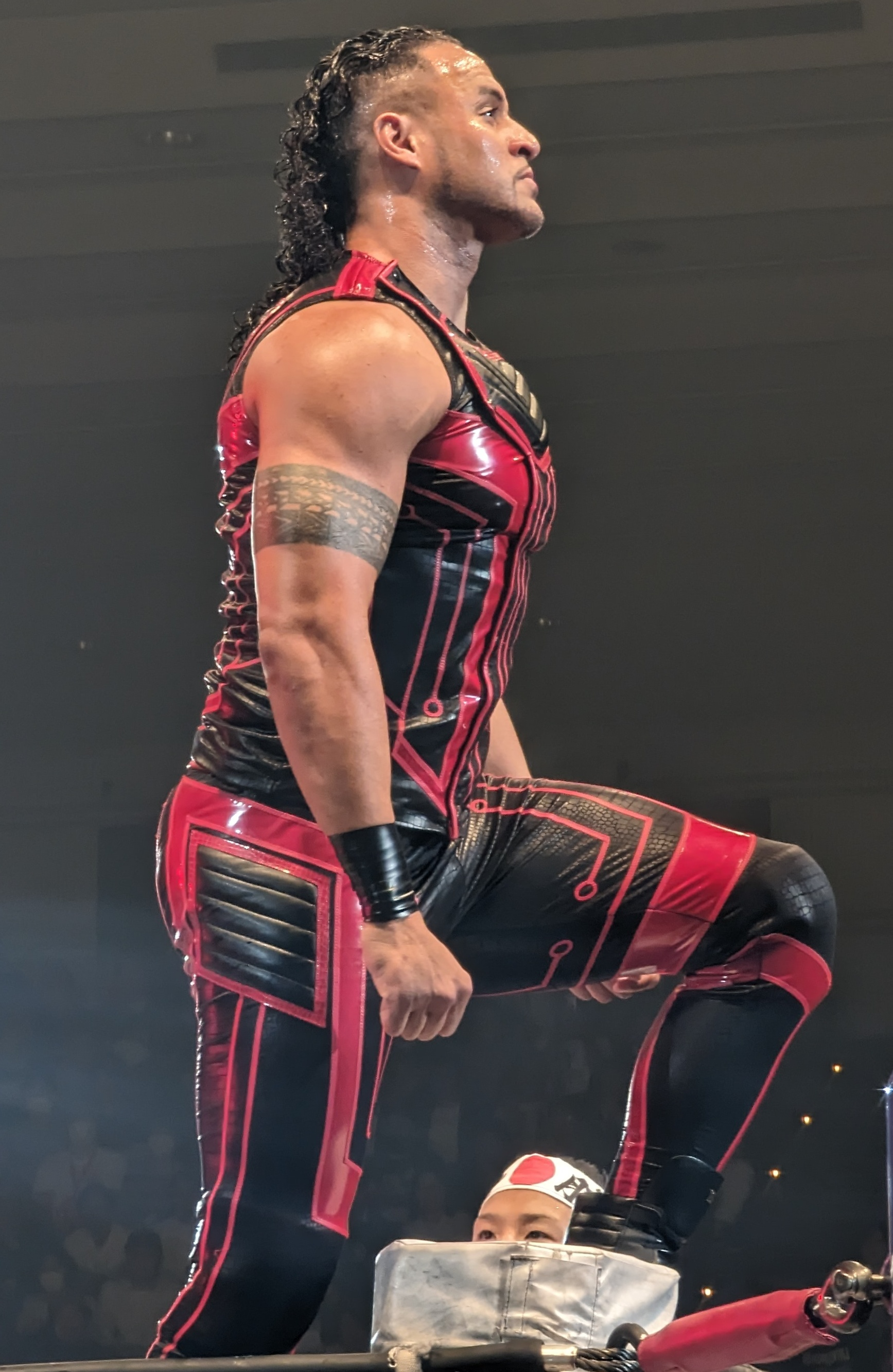
Tama Tonga
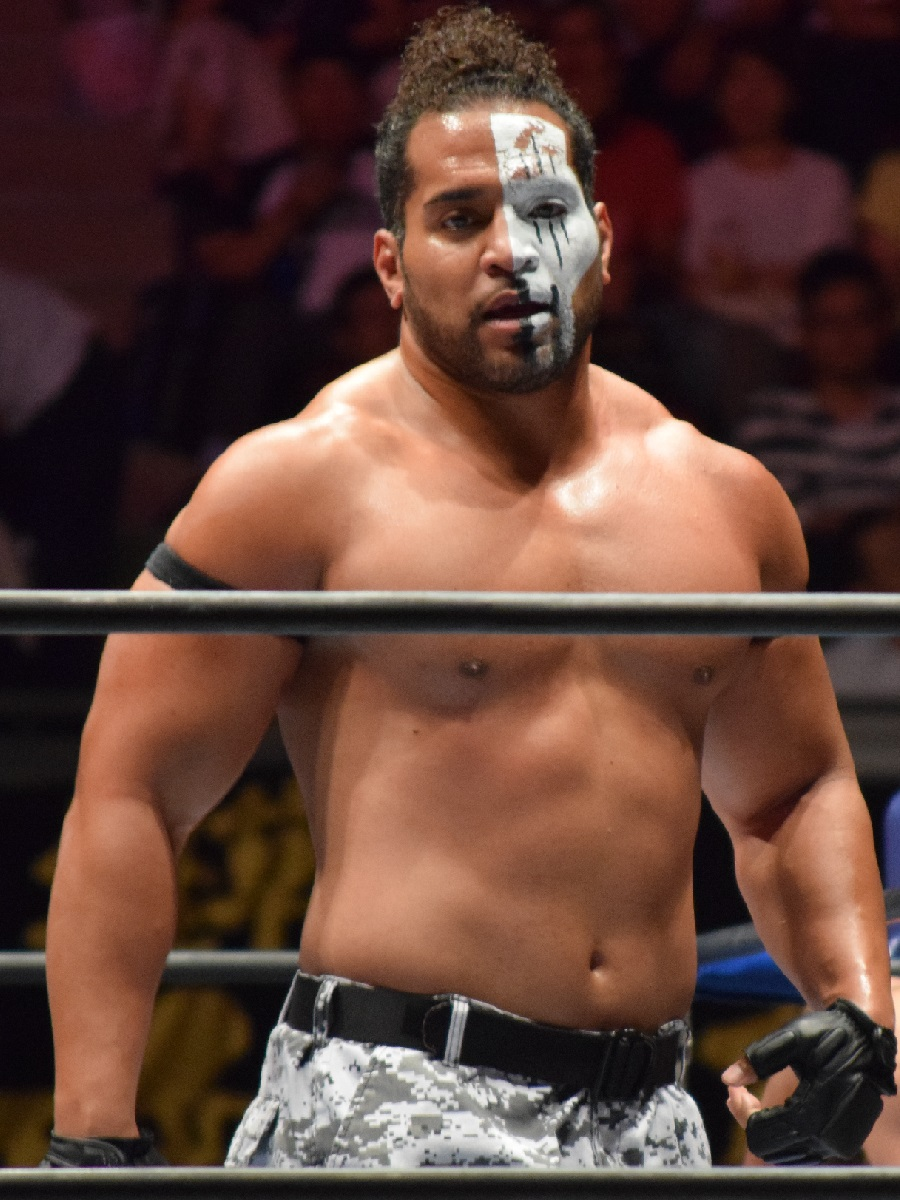
Tonga Loa

| * | Membros fundadores |
| M | Manager            |

| Membro       | Tempo                                                                                |
| ------------ | ------------------------------------------------------------------------------------ |
| Tama Tonga*  | 2008–2009 12 de março de 2016 – 24 de fevereiro de 2024 4 de maio de 2024 – presente |
| Tonga Loa*   | 2008 – 2009 12 de março de 2016 – presente                                           |
| Jado (M)     | 12 de março de 2022 – 9 de junho de 2024                                             |
| Hikuleo      | 25 de setembro de 2022 –9 de junho de 2024                                           |
| El Phantasmo | 13 de agosto de 2023 – 9 de junho de 2024                                            |

## Títulos e prêmios
- New Japan Pro-Wrestling
  - IWGP Tag Team Championship (8 vezes) – Tonga e Loa (7)[14][15][16] e Hikuleo e Phantasmo (1)
  - NEVER Openweight 6-Man Tag Team Championship (3 vezes) – Tonga e Loa com Bad Luck Fale (2)[17] e Tonga e Loa com Taiji Ishimori (1)
  - NEVER Openweight Championship (4 vezes) – Tonga
  - Strong Openweight Championship (1 vez) – Hikuleo (1)
  - Strong Openweight Tag Team Championship (2 vezes) – Hikuleo e Phantasmo
  - World Tag League – Tonga e Loa (2020)
- Pro Wrestling Illustrated
  - PWI colocou Tonga na #94ª posição dos 500 melhores lutadores individuais em 2019[18]
  - PWI colocou Loa na #97ª posição dos 500 melhores lutadores individuais em 2019[18]
  - PWI colocou El Phantasmo na posição 295 dos 500 melhores lutadores individuais em  2023[19]
  - PWI colocou Hikuleo na posição 350 dos 500 melhores lutadores individuais em 2022[20]
  - PWI colocou Tonga e Loa na #6ª posição no PWI Tag Team 50 em 2020[21]
- Ring of Honor
  - Campeonato Mundial de Duplas da ROH (1 vez) – Tonga e Loa[22]
- WrestleCircus
  - WC Big Top Tag Team Championship (1 vez) – Tonga e Loa[23][24][25]
- WWE
  - Campeonato de Duplas da WWE (1 vez) – Tonga e Loa